# Ed (film)
Ed (v anglickém originále Ed) je americká filmová komedie z roku 1996. Režisérem filmu je Bill Couturié. Hlavní role ve filmu ztvárnili Matt LeBlanc, Jack Warden, Jayne Brook, Bill Cobbs a Jim Caviezel.

## Obsazení
| Matt LeBlanc | Deuce Cooper |
| Jack Warden  | Chubb        |
| Jayne Brook  | Lydia        |
| Bill Cobbs   | Tipton       |
| Jim Caviezel | Dizzy        |